# Fuerza Aérea Hondureña

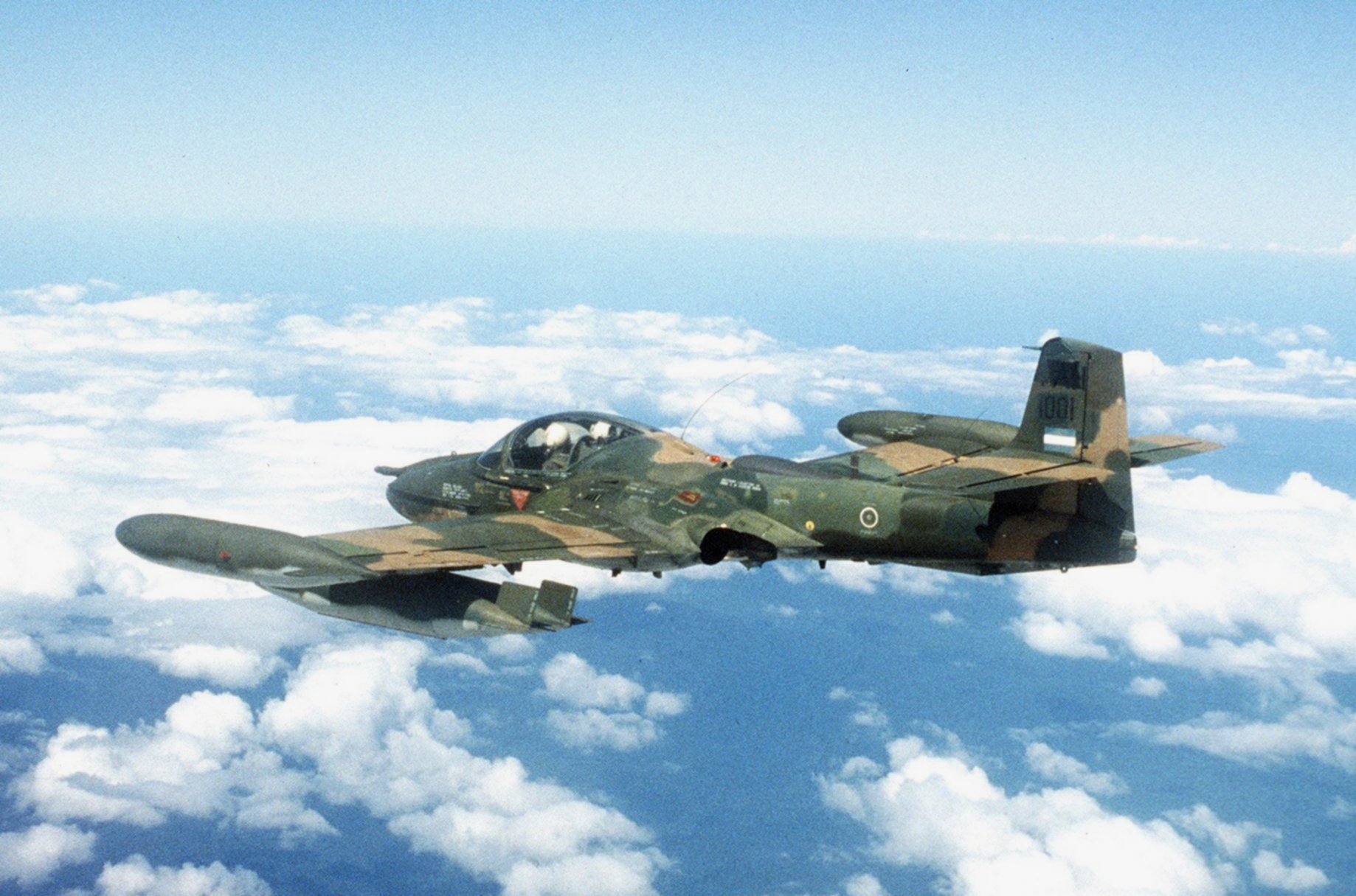
Un Cessna A-37 Dragonfly in servizio presso la FAH in volo.

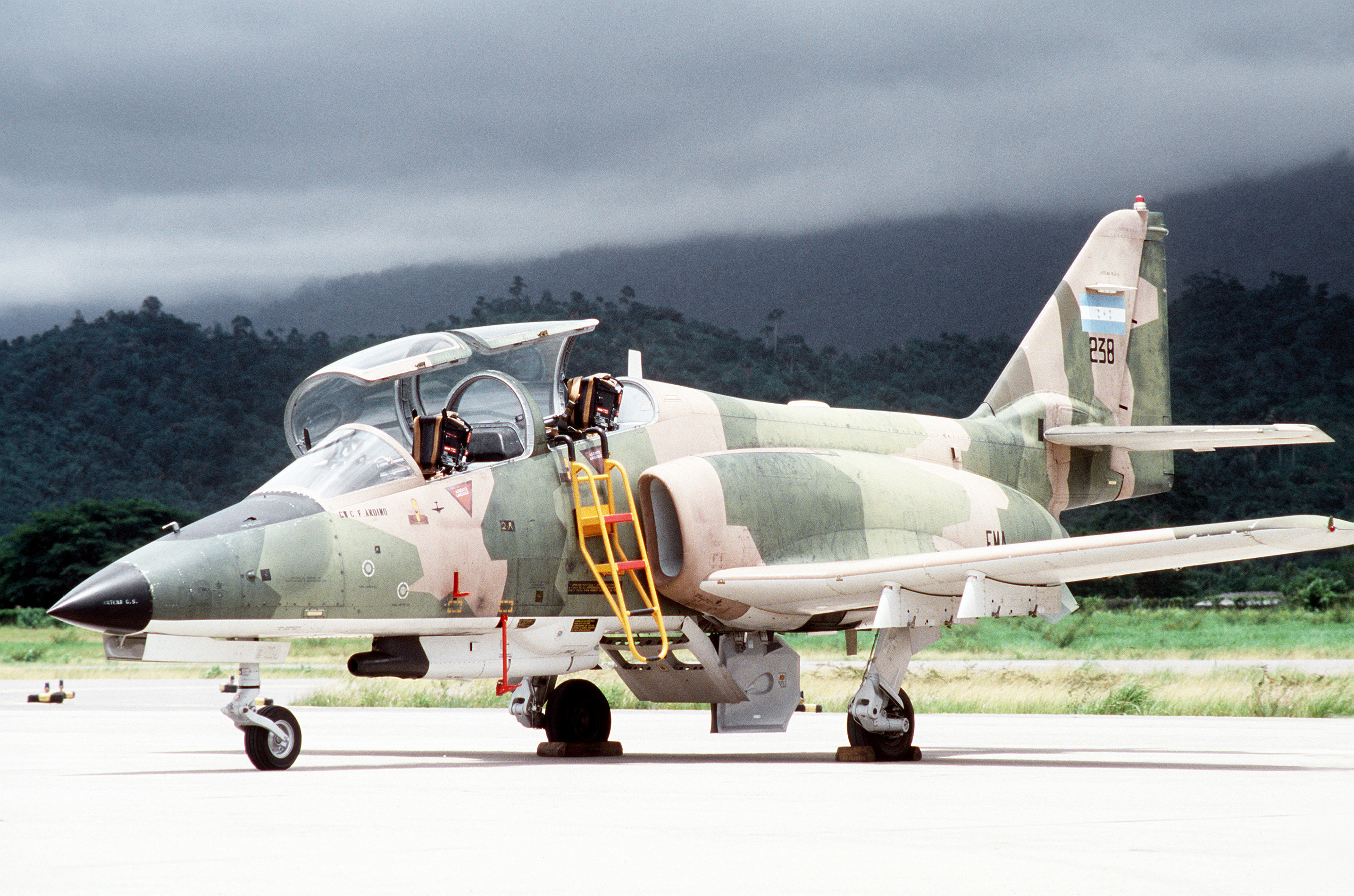
Un CASA C-101 Aviojet FAH.

La Fuerza Aérea Hondureña, spesso abbreviata in FAH, e conosciuta internazionalmente con la denominazione in lingua inglese Hondurian Air Force, è l'attuale aeronautica militare dell'Honduras e parte integrante delle forze armate honduregne.

## Aeromobili in uso
Sezione aggiornata annualmente in base al World Air Force di Flightglobal del corrente anno. Tale dossier non contempla UAV, aerei da trasporto VIP ed eventuali incidenti accorsi durante l'anno della sua pubblicazione. Modifiche giornaliere o mensili che potrebbero portare a discordanze nel tipo di modelli in servizio e nel loro numero rispetto a WAF, vengono apportate in base a siti specializzati, periodici mensili e bimestrali. Tali modifiche vengono apportate onde rendere quanto più aggiornata la tabella.
| Aeromobile                        | Origine        | Tipo                                   | Versione (denominazione locale) | In servizio (2024) | Note | Immagine |
| Aerei da combattimento            |                |                                        |                                 |                    | |          |
| Cessna A-37 Dragonfly             | Stati Uniti    | cacciabombardiere COIN                 | A-37B                           | 5                  | 17 A-37B consegnati. |          |
| Northrop F-5 Tiger II             | Stati Uniti    | cacciabombardiereconversione operativa | F-5EF-5F                        | 31                 | 10 F-5E e 2 F-5F ordinati nel 1987. All'aprile 2023, i quattro esemplari ancora in organico risultano essere stati aggiornati e rientrati in servizio.                                                                       |          |
| Aerei da pattugliamento marittimo |                |                                        |                                 |                    | |          |
| Beechcraft Super King Air         | Stati Uniti    | aereo da pattugliamento marittimo      | B200                            | 1                  | 1 B200 MPA consegnato. |          |
| Aerei da trasporto                |                |                                        |                                 |                    | |          |
| Cessna 208 Grand Caravan          | Stati Uniti    | aereo da trasporto                     | Cessna 208B FX                  | 5                  | 5 C-208B Grand Caravan FX donati dagli Stati Uniti, i primi 3 dei quali sono stati consegnati entro il dicembre 2018. |          |
| Piper PA-31 Navajo                | Stati Uniti    | aereo da trasporto leggero             | PA-31-350                       | 1                  | 1 PA-31-350 consegnato. |          |
| Piper PA-34 Seneca                | Stati Uniti    | aereo da trasporto leggero             | PA-34-200T                      | 1                  | 1 PA-34-200T consegnato. |          |
| Gulfstream Turbo Commander        | Stati Uniti    | aereo da trasporto                     | Turbo Commander 640B            | 2                  | 3 Turbo Commander 640B consegnati. |          |
| Let L 410 Turbolet                | Rep. Ceca      | aereo da trasporto                     | L 410                           | 2                  | 3 L 410 ordinati. |          |
| Embraer EMB135 Legacy 600         | Brasile        | aereo da trasporto VIP                 | EMB135BJ                        | 1                  | 1 EMB135BJ Legacy 600 consegnato. |          |
| Aerei da addestramento            |                |                                        |                                 |                    | |          |
| Embraer EMB 312 Tucano            | Brasile        | aereo da addestramento                 | T-27                            | 8                  | 12 T-27 consegnati. |          |
| Elicotteri                        |                |                                        |                                 |                    | |          |
| Bell 412                          | Stati Uniti    | elicottero utility VIP                 | Bell 412SPBell 412EP            | 2                  | 10 tra Bell 412SP e Bell 412EP consegnati. |          |
| Bell UH-1 Iroquois                | Stati Uniti    | elicottero utility                     | UH-1H                           | 5                  | 18 UH-1H consegnati, quattro dei quali sono esemplari ricevuti di seconda mano da Taiwan nel 2018, e tutti persi in incidenti dalla loro consegna, l'ultimo dei quali il 17 marzo 2022.                                      |          |
| MBB Bo 105                        | Germania       | elicottero utility                     | Bo 105                          | 1                  | 1 Bo 105 consegnato. |          |
| Airbus Helicopters H145M          | Unione europea | elicottero utility                     | H145M                           | 2                  | 2 H145M selezionati ad aprile 2023, ordinati ad agosto dello stesso e con consegne previste tra il 2024 e il 2025. Ulteriori 2 H145M ordinati ad aprile 2024. Primi due esemplari consegnati in Germania il 16 ottobre 2024. |          |

## Aeromobili ritirati
- IAI Arava
- CASA C-101BB Aviojet - 4 esemplari (1982-2016)
- Lockheed C-130A Hercules
- Aérospatiale AS 350 Écureuil
- North American F-86 Sabre (10 esemplari)
- Chance Vought F4U-4/5/5NL Corsair - 20 esemplari (1956-?)[12]
- Lockheed P-38 Lightning (12 esemplari)
- Douglas A-26 Invader